# Галузин, Михаил Юрьевич
Михаи́л Ю́рьевич Галу́зин (род. 14 июня 1960, Москва) — советский и российский дипломат. Заместитель министра иностранных дел Российской Федерации с 25 ноября 2022 года. Чрезвычайный и полномочный посол (2014).

## Биография
Окончил Институт стран Азии и Африки при МГУ (1983). Владеет японским и английским языками. На дипломатической работе с 1983 года.
- В 1983—1986 годах — сотрудник посольства СССР в Японии.
- В 1992—1997 годах — сотрудник посольства России в Японии.
- В 1999—2001 годах — заместитель директора Второго департамента Азии МИД России.
- В 2001—2008 годах — советник-посланник посольства России в Японии.
- В 2008—2010 годах — директор Департамента стран Азиатско-Тихоокеанского региона МИД России.
- С февраля 2010 по октябрь 2012 года — директор Третьего департамента Азии МИД России.
- С 11 октября 2012 по 29 января 2018 года — чрезвычайный и полномочный посол Российской Федерации в Индонезии[1][2].
- С 16 октября 2012 по 29 января 2018 года — чрезвычайный и полномочный посол Российской Федерации в Кирибати по совместительству[2][3].
- С 25 октября 2012 по 29 января 2018 года — чрезвычайный и полномочный посол Российской Федерации в Восточном Тиморе по совместительству[2][4].
- С 25 октября 2012 по 7 августа 2017 года — постоянный представитель Российской Федерации при АСЕАН по совместительству[5][6].
- С 15 марта 2013 по 29 января 2018 года — чрезвычайный и полномочный посол Российской Федерации в Папуа — Новой Гвинее по совместительству[2][7].
- С 29 января 2018 по 25 ноября 2022 года — чрезвычайный и полномочный посол Российской Федерации в Японии[8][9].
- С 25 ноября 2022 года — заместитель министра иностранных дел России[10]. Курирует отношения со странами СНГ.

## Семья
Женат, есть сын.

## Дипломатический ранг
- Чрезвычайный и полномочный посланник 2 класса (29 марта 2005)[11].
- Чрезвычайный и полномочный посланник 1 класса (23 апреля 2008)[12].
- Чрезвычайный и полномочный посол (16 декабря 2014)[13].

## Награды
- Орден «За заслуги перед Отечеством» IV степени (5 мая 2025) — за большой вклад в реализацию внешнеполитического курса Российской Федерации и многолетнюю добросовестную дипломатическую службу[14].
- Орден Александра Невского (23 июня 2020) — за большой вклад в реализацию внешнеполитического курса Российской Федерации и многолетнюю дипломатическую службу[15].
- Орден Дружбы (21 декабря 2016) — за большой вклад и проведение саммита Россия — Ассоциация государств Юго-Восточной Азии (АСЕАН) в городе Сочи в 2016 году[16].
- Знак отличия «За безупречную службу» XXV лет (2011).